# SV Bergisch Gladbach 09
El Sport-Verein Bergisch Gladbach 09 (en español: Club de Deportes Bergisch Gladbach 1909) es un equipo de fútbol de Alemania que juega en la Regionalliga West, una de las ligas regionales que conforman la cuarta división de fútbol en el país.

## Historia
Fue fundado en el año 1909 en la ciudad de Bergisch Gladbach de la región de Renania del Norte-Westfalia con el nombre FC Bergish Gladbach. En 1919 se fusiona con el Turn- und Sportverein der Firma J. W. Zanders Bergisch Gladbach para crear al Sport-Verein Bergisch Gladbach. En 1936 se fusiona con el VfL Gronau.
A partir de 1948 el club inició una serie de ascensos que lo llevaron a la segunda liga nacional, pero luego de la reorganización de 1952 fueron relegados a la tercera división. En 1954 juegan la Copa de Alemania por primera vez, manteniéndose en la tercera división hasta que descienden en la temporada 1964/65.
En la temporada 1987/88 juega en la Oberliga Nordrhein por primera vez, donde termina en último lugar y desciende de categoría. Siguiente a eso el club pasó principalmente en la Oberliga hasta que en la temporada 2018/19 gana su grupo y logra el ascenso a la Regionalliga West, la que será su primera participación en una competición a nivel profesional.

## Palmarés
- Oberliga Mittelrhein: 1

2019
- Landesliga Mittelrhein: 6

1953, 1955, 1956, 1966, 1986, 1995
- Verbandsliga Mittelrhein: 3

1958, 1996, 2009

## Sección Femenil
Su sección de fútbol femenil ha sido más exitosa ya que ha sido campeón nacional en nueve ocasiones y ha sido campeón de copa nacional en tres ocasiones, siendo el club femenil más dominante de Alemania durante la década de los años 1980.